# Десанка Милекић
Десанка (Десa) Милекић (рођена Милетић; Крушевац, 29. децембар 1924 — Београд, 2. новембар 2007) била је српски и југословенски преводилац и пословни секретар.
Преводила је белетристику са енглеског језика, укључујући класике Дикенса, Кронина, Перл Бак, стручну литературу из медицине, инжењерства, урбанизма као и енциклопедије. Заједно са супругом Павлом Милекићем, неуропсихијатром, превела је дела Фројда, Јасперса и Јунга са немачког језика.
 

## Младост
Деса Милекић је живела у Београду. За време Другог светског рата била је члан СКОЈ-а и 1943. године се придружила партизанском покрету отпора, Првој пролетерској бригади под командом Коче Поповића. 
 

## Каријера
Од 1946. године Деса Милекић је била запослена у првој ФНРЈ амбасади у Лондону, а касније у ССИП-у. Због немогућности усклађивања породичних обавеза (четворо деце) престаје да ради у ССИП-у и постаје члан Удружења преводилаца и слободан уметник. Као симултани преводилац је радила на Првој конференцији покрета несврстаних у Београду 1961. године, као и на многим конгресима, симпозијумима и конференцијама. Као пословни секретар радила је на Зимској олимпијади у Сарајеву 1984. године као и на многобројним филмским коопродукцијама, укључујући филмове „Џингис Кан” са Бебом Лончар, „Ратници” са Клинт Иствудом, Тели Савалесом и многим другим.
Од 1980. године била је пословни секретар београдског одељења Међународног олимпијског комитета којим је руководио Артур Такач. Од 1990. године сарађује са Институтом за ментално здравље из Београда, посебно на организацији симпозијума и конференција.
 

### Белетристика
- Кронин, Арчибалд Џозеф: Вратила си ме животу, 1954, 1958.
- Шорт, Лук: Црвени месец, 1955, 1957, 1959.
- Бак, Перл: Скривени цвет, 1955, 1965, 1978, 1980, 1983, 1987.
- Дикенс, Чарлс: Тајна Едвина Друда, 1956.
- Воук, Херман: Слетеријев ураган, 1958.
- Шо, Ирвин: Опклада на мртвог џокеја и друге приче, 1961.
- Фарел, Џејмс Томас: Суботом ноћу и друге приповетке, 1964.
- Бромфилд, Луис: Кише долазе, 1964, 1965, 1966, 1972, 1976, 1982, 1998, 2006.
- Слеј, Барбара: Карбонел краљ мачака, 1964, 2013.
- Кронин, Арчибалд Џозеф: Кључеви краљевства, 1966, 1971.
- Кронин, Арчибалд Џозеф: Шанонов пут, 1966, 1971.
- Рид, Томас Мајн: Јахач без главе, 1966.
- Рид, Томас Мајн: Поверена тајна, 1966.
- Кронин, Арчибалд Џозеф: Младе године, 1972.
- Фицрој, Маклејн: Рат на Балкану, 1980.
- Арним, Елизабет фон: Летовање у коњским колима, 1998.

### Стручна литература
- Фридентал, Ричард: Историја уметности кроз писма великих стваралаца: од Блејка до Полока, 1963, 1967.
- Фридентал, Ричард: Историја уметности кроз писма великих стваралаца: од Гибертија до Гејнзбороа, 1963, 1967.
- Сандерсон, Иван Т: Сисари, Илустрована енциклопедија животињског царства, 1967.
- Здравље и благостање: борба човека против болести и немаштине, енциклопедија, 1968.
- Гилиард, Е. Томас: Птице, Илустрована енциклопедија животињског царства, 1968.
- Јанг, Џон З: Експлозија науке: од молекула до човека, 1975.
- Јунг, Карл Густав: О психологији несвесног, 1977, 1978, 1984.
- Јунг, Карл Густав: Дух и живот, 1977, 1978, 1984.
- Јунг, Карл Густав: Динамика несвесног, 1977, 1978, 1990, 1996, 1984, 2016, 2017.
- Корелативна неуроанатомија и функциона неурологија, 1979.
- Бенион, Елизабет: Стари медицински инструменти, 1980.
- Бенсон, Ролф Крисвел: Приручник из акушерства и гинекологије, 1983, 1989.
- Ургентна медицина: савремена дијагностика и лечење, 1985.
- Бенсон, Ролф Крисвел: Приручник из акушерства и гинекологије, 1983.
- Психијатрија: дијагноза и терапија, 1992.
- Дејвис, Хилтон: Саветовање родитеља хронично оболеле или деце ометене у развоју, 1996.[1]
- Такач, Артур: Шездесет олимпијских година, 1999.[2]
- Дијагностичка класификација: 0-3. Дијагностичка класификација менталних и развојних поремећаја у периоду одојчета у раном детињству, 1999.
- Дејвис, Хилтон: Приручник за обуку радника у примарној здравственој заштити, 2002.